# Cotile
Il còtile o acetàbolo è un incavo osseo con forma a scodella situato sulla faccia esterna dell'osso iliaco, in corrispondenza della porzione media. 
In esso ruota la testa del femore dando luogo all'articolazione dell'anca (più propriamente detta coxofemorale).

## Struttura
Formato dalla fusione delle tre ossa che formano nell'adulto l'osso dell'anca, porta a considerare i punti di fusione di esse. Specialmente quello fra ischio e pube è ben visibile sotto forma della incisura dell'acetabolo, convertita in foro dal passaggio a ponte del labbro acetabolare, che amplia la cavità acetabolare nell'articolazione coxofemorale.
La cavità è delimitata perifericamente da un rilievo circolare interrotto nei punti di unione delle tre ossa, il margine dell'acetabolo o ciglio cotiloideo, separato dal corpo dell'ileo attraverso il solco sopracetabolare.
La cavità dell'acetabolo non entra tutta in contatto con la testa del femore; al suo interno è, infatti, presente una superficie articolare semilunare e periferica, rivestita di cartilagine ialina ed interrotta dall'incisura dell'acetabolo, la faccia semilunata, che si articola con la testa del femore, e una superficie rugosa, profonda e centrale, costituita da una cavità quadrilatera, la fossa dell'acetabolo, punto in cui prende inserzione il legamento rotondo del femore, che si porta alla fovea capitis della testa del femore.

## La storia della chirurgia del cotile
Solo dalla fine degli anni cinquanta la chirurgia ricostruttiva ha iniziato ad affrontare le problematiche legate al cotile: fino a quel periodo, infatti, le lesioni del bacino venivano trattate incruentemente, limitandosi ad alcune forme elementari di ricostruzioni in seguito a fratture della parete posteriore del cotile.
La chirurgia del cotile inizia nel 1955 con Robert Judet che, iniziando dapprima a studiare le fratture del versante posteriore e poi quelle anteriori, ha classificato le stesse in tipi e sottotipi, ponendo così le basi di un trattamento con lo scopo di restituire alla sfera acetabolare la sua forma anatomica.